# Red High Heels
«Red High Heels»  — перший сингл першого альбому американської кантрі співачки Келлі Піклер — «Small Town Girl». В США вийшов 13 вересня 2006. На «Billboard» «Hot 100» пісня посіла 64 місце, а на «Billboard» «Hot Country Songs» — 15 місце.
2 червня 2009 пісня отримала золото від «RIAA».

## Список пісень
| #  | Назва            | Тривалість |
| -- | ---------------- | ---------- |
| 1. | «Red High Heels» | 3:42       |

## Музичне відео
Режисером відеокліпу став Кріс Гікі. Прем'єра відбулась у середині жовтня 2006.

## Чарти
| Чарт (2006–2007)                         | Місце |
| ---------------------------------------- | ----- |
| U.S. Billboard Hot Country Songs         | 15    |
| U.S. Billboard Hot 100                   | 64    |
| U.S. Billboard Pop 100                   | 69    |
| Canadian Radio & Records Country Singles | 31    |